# 畠山陽二郎
畠山 陽二郎（はたけやま ようじろう、1969年〈昭和44年〉6月11日 - ）は、日本の経産官僚。資源エネルギー庁次長。
父は通産官僚で通商産業審議官や日本貿易振興機構（JETRO）理事長などを務めた畠山襄、叔父は大蔵官僚で防衛事務次官などを務めた畠山蕃。

## 来歴
東京都生まれ。武蔵高等学校を経て、1992年（平成4年）、東京大学法学部を卒業。同年通商産業省に入省。入省後、内閣官房国家戦略室企画官、内閣官房副長官秘書官、資源エネルギー庁電力・ガス事業部原子力政策課長、同部政策課長、資源エネルギー庁長官官房総務課長、経済産業省大臣官房総務課長、同政策審議室長などを歴任。通商政策局通商政策企画室で課長補佐を務めた際には、シンガポールとの自由貿易協定（FTA）の締結に尽力した。
2020年（令和2年）7月20日、経済産業省大臣官房商務・サービス審議官兼商務・サービスグループ長に就任。この他、経済産業省大臣官房2025年国際博覧会推進本部事務局長、同エネルギー・環境・イノベーション政策統括調整官、同生活物資等供給確保戦略室付を務めた。2022年（令和4年）1月27日、内閣官房内閣審議官（内閣官房副長官補付）、同健康・医療戦略室次長、同国際博覧会推進本部事務局長代理を併任。同年7月1日、産業技術環境局長に就任。就任以来、GX戦略やエネルギー政策の旗振り役を担い、局長在任中にはGX推進法が成立した。2023年（令和5年）1月20日、内閣官房内閣審議官（内閣官房副長官補付）、同GX実行推進室次長を併任。同年9月15日、経済産業省大臣官房首席GX推進戦略統括調整官を兼任。2024年（令和6年）7月1日、資源エネルギー庁次長に就任し、資源エネルギー庁首席最終処分政策統括調整官、同庁首席エネルギー・地域政策統括調整官を兼任。2025年（令和7年）7月1日、経済産業政策局長に就任。

#### リスト
1. ↑  [2][8][9][10][11][12]